# Kigirktarugmiut
Kigirktarugmiut, jedno od plemena Mackenzie Eskima s ušća rijeke Mackenzie, na sjeveru Yukona, čije je glavno naselje bilo Kigirktayuk na otoku Herschel u Kanadi. 
Kigirktarugmiuti su porijeklom od Tareormuit Eskima "those who dwell by the sea"  od kojih su se neki nastanili 1890–tih na otoku Herschel i prozvali sebe Kigirktarugmiut ("small island people"). 
McGhee (1974) navodi 3 razloga po kojima su najrazličitiji od ostalih Mackenzie Eskima, jedan je da su bili neprijateljski raspoloženi prema Aljaskim Eskimima, i da su živjeli u strahu od Mackenzie Eskima koji su živjeli njima na istok. Drugo, da su se dijalektalno razlikovali od eskima Kittegaryumiut iz sela Kitigaaryuit (Kittigazuit), te da su bliži dijaklektu s Point Barrowa. Treći razlog je križna zimska kuća koje nema na otoku Herschel, no navodi se i da to možda nema značaja, jer je križna kuća samo jedna od varijanti kuća Mackenzie Eskima.